# 哲學系

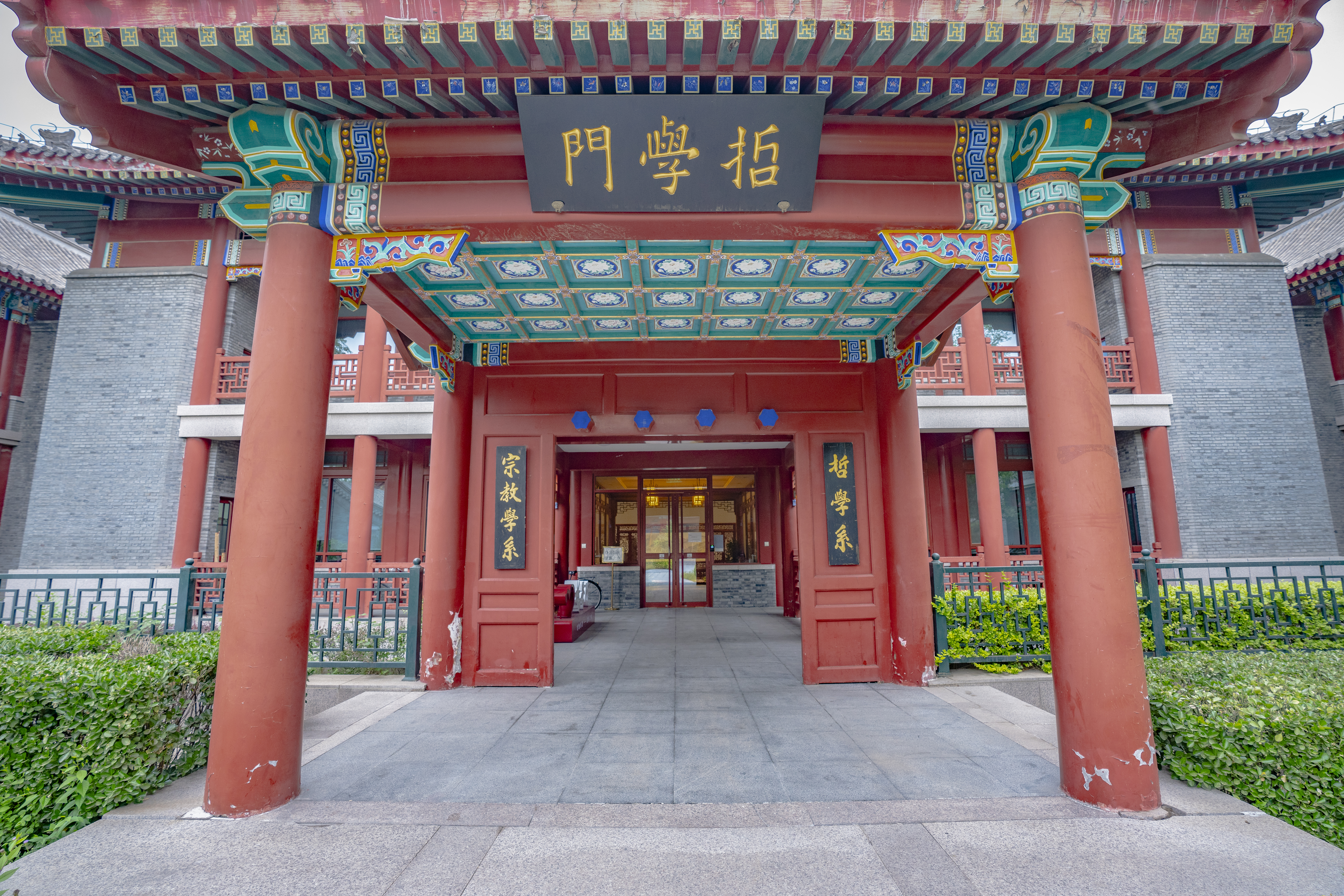
北京大学哲学和宗教学系

哲學系是一個通常隸屬於文學院的學系，現亦有以學院命名一般世界各國的著名大學均設有哲學系，主要是培養有具有卓越思考能力﹑懷疑精神、批判能力與質疑既有道德與價值觀的學生。北京大學於1914年設立中國哲學門，1919年改為哲學系，是中國大陸最早設立哲學系的大學。南京大學（中央大學）在本有經學理學學程基礎上於民國早年成為西方哲學特別是古希臘哲學引入的先驅，並於1920年成立哲學系，1917年更名哲學院，此為哲學作為學院的最早命名。而台灣最早設立哲學系的學校是國立臺灣大學（日治時期的台北帝國大學）；日治時期臺北帝國大學創建之初就已經成立文政與理農兩學部（學院），文政學部下置哲學、史學、文學及政學四科，1945年臺灣由中華民國接管後設為哲學系，並在臺灣最設立哲學研究所。

## 香港設有哲學系的大學一覽表
- 香港大學 哲學系
- 香港中文大學 哲學系（页面存档备份，存于）
- 嶺南大學 哲學系（页面存档备份，存于）
- 香港浸會大學 宗教及哲學系

## 台灣設有哲學系的大學一覽表
- 輔仁大學哲學系（页面存档备份，存于）
- 國立臺灣大學哲學系
- 國立政治大學哲學系（页面存档备份，存于）
- 東吳大學哲學系（页面存档备份，存于）
- 東海大學哲學系（页面存档备份，存于）
- 華梵大學哲學系
- 中國文化大學哲學系
- 國立中正大學哲學系（页面存档备份，存于）
- 南華大學哲學系（页面存档备份，存于） (哲學系停招，哲學所併入生死所)
- 佛光大學哲學系（页面存档备份，存于） (已停招)
- 國立清華大學哲學研究所（页面存档备份，存于）
- 國立中央大學哲學研究所（页面存档备份，存于）
- 國立中山大學哲學研究所
- 國立陽明大學心智哲學研究所
- 長榮大學應用哲學系（页面存档备份，存于）

## 中國大陸設有哲學系的大學一覽表
- 中国社会科学院哲学所（页面存档备份，存于）
- 北京大学哲学系（页面存档备份，存于）
- 清华大学哲学系
- 中国人民大学哲学院
- 北京师范大学哲学系（页面存档备份，存于）
- 复旦大学哲学学院（页面存档备份，存于）
- 武汉大学哲学学院（页面存档备份，存于）
- 中山大学哲学系（页面存档备份，存于）
- 南京大学哲学系（页面存档备份，存于）
- 山东大学哲学与社会发展学院（页面存档备份，存于）
- 浙江大学哲学系
- 南开大学哲学院（页面存档备份，存于）
- 吉林大学哲学社会学院（页面存档备份，存于）
- 华东师范大学哲学系（页面存档备份，存于）
- 山西大学哲学社会学学院
- 四川大学哲学系（页面存档备份，存于）
- 厦门大学哲学系（页面存档备份，存于）
- 兰州大学哲学系（页面存档备份，存于）
- 华中科技大学人文学院（页面存档备份，存于）
- 同济大学哲学与社会学系
- 上海交通大学人文学院（页面存档备份，存于）
- 中国政法大学哲学系
- 辽宁大学哲学系
- 中南大学人文学院
- 湖南大学岳麓书院哲学系 （页面存档备份，存于）
- 湖南师范大学公共管理学院哲学系（页面存档备份，存于）
- 郑州大学哲学学院 （页面存档备份，存于）
- 河南大学哲学与公共管理学院
- 河南师范大学哲学系
- 陕西师范大学哲学学院 （页面存档备份，存于）
- 西安交通大学哲学系 （页面存档备份，存于）
- 华南师范大学哲学与社会发展学院 （页面存档备份，存于）
- 深圳大学哲学系 （页面存档备份，存于）

## 馬來西亞设有哲学系的大学一览表
- 拉曼大学哲学系

## 英國設有哲學系的大學一覽表
- 牛津大學哲學系（页面存档备份，存于）
- 劍橋大學哲學系（页面存档备份，存于）
- 倫敦大學哲學院（页面存档备份，存于）
- 倫敦大學大學學院哲學系（页面存档备份，存于）
- 倫敦大學亞非學院宗教與哲學系（页面存档备份，存于）
- 倫敦大學國王學院哲學系（页面存档备份，存于）
- 倫敦大學希佛學院哲學系
- 倫敦大學政治經濟學院哲學、邏輯與科學方法學系（页面存档备份，存于）
- 倫敦大學柏貝克學院哲學系（页面存档备份，存于）
- 愛丁堡大學哲學系（页面存档备份，存于）
- 謝菲爾德大學哲學系（页面存档备份，存于）
- 雷丁大學哲學系（页面存档备份，存于）
- 聖安德魯斯大學哲學系
- 華威大學哲學系（页面存档备份，存于）
- 約克大學哲學系（页面存档备份，存于）
- 諾丁漢大學哲學系（页面存档备份，存于）
- 杜倫大學哲學系
- 曼徹斯特大學哲學中心
- 伯明翰大學哲學系（页面存档备份，存于）
- 貝爾法斯特女王大學哲學系
- 肯特大學哲學系（页面存档备份，存于）
- 里茲大學哲學系

## 美國設有哲學系的大學一覽表
- 紐約大學哲學系（页面存档备份，存于）
- 匹茲堡大學哲學系
- 普林斯頓大學哲學系
- 哈佛大學哲學系[永久]
- 耶魯大學哲學系（页面存档备份，存于）
- 加州大學伯克利分校哲學系
- 芝加哥大學哲學系（页面存档备份，存于）
- 斯坦福大學哲學系
- 康奈爾大學哲學系（页面存档备份，存于）
- 約翰·霍普金斯大學哲學系（页面存档备份，存于）
- 布朗大學哲學系（页面存档备份，存于）
- 哥倫比亞大學哲學系（页面存档备份，存于）
- 杜克大學哲學系（页面存档备份，存于）
- 賓夕法尼亞大學哲學系（页面存档备份，存于）
- 達特茅斯學院哲學系（页面存档备份，存于）

## 德國設有哲學系的大學一覽表
- 圖賓根大學哲學系
- 弗萊堡大學哲學系（页面存档备份，存于）
- 法蘭克福大學哲學系
- 哥廷根大學哲學系（页面存档备份，存于）
- 明斯特大學哲學系（页面存档备份，存于）
- 科隆大學哲學系（页面存档备份，存于）
- 慕尼黑大學哲學系
- 海德堡大學哲學系（页面存档备份，存于）
- 柏林洪堡大学 哲学系 （页面存档备份，存于）

## 意大利設有哲學系的大學一覽表
- 羅馬大學哲學系（页面存档备份，存于）
- 博洛尼亞大學哲學系 （页面存档备份，存于）
- 帕多瓦大學哲學、社會學和應用心理學院
- 那不勒斯大學人文學系 （页面存档备份，存于）
- 比薩大學文化與形式知識系 （页面存档备份，存于）
- 都靈大學哲學系 （页面存档备份，存于）
- 熱那亞大學古代研究、哲學和歷史系 （页面存档备份，存于）
- 比薩高等師範學校哲學系 （页面存档备份，存于）
- 卡塔尼亞大學人文學系 （页面存档备份，存于）
- 佩鲁贾大学哲學、社會學、人文和形式系 （页面存档备份，存于）
- 特伦托大学文學與哲學系 （页面存档备份，存于）

## 加拿大設有哲學系的大學一覽表
- 卡爾頓大學哲學系（页面存档备份，存于）
- 多倫多大學{https://philosophy.utoronto.ca/ （页面存档备份，存于） }}